# Adam Majewski (chirurg)
Adam Kazimierz Majewski (ur. 13 listopada 1867 w Usolu Syberyjskim, zm. 31 lipca 1948 w Lublinie) – chirurg, działacz społeczny i polityczny, narodowy demokrata.

## Życiorys

### Rodzina
Był synem Adama i Elżbiety Pawłowskiej. Pradziadek Ignacy służył w kirasjerach Księstwa Warszawskiego i 3 Pułku Ułanów Królestwa Polskiego, zaś dziadek Józef uczestniczył w powstaniu listopadowym. Od 1906 był w związku małżeńskim z Zofią Jandzyk, z którą miał synów: Adama i Józefa (prawnik, członek Młodzieży Wszechpolskiej, żołnierz NOW-AK, którego zamordowali w 1944 sowieccy partyzanci).

### Wykształcenie i praca zawodowa
Uczęszczał do 1888 do gimnazjum w Lublinie, gdzie angażował się w działalność konspiracyjną i samokształceniową. Studiował medycynę na Cesarskim Uniwersytecie Warszawskim (do 1894), a jego praca dyplomowa została nagrodzona. Następnie przebywał w Krakowie, gdzie w klinice Ludwika Rydygiera specjalizował się w chirurgii. Od 1895 pracował w lubelskim szpitalu św. Wincentego à Paulo (klinika chirurgii), gdzie kilka lat później został ordynatorem. Z powodu prowadzonej działalności patriotycznej osadzono go na więzieniu na Zamku (1909). Został skazany na trzyletnie wydalenie do guberni archangielskiej. Odwołał się od decyzji i w 1910 wyjechał do Lwowa, gdzie pracował w klinice chirurgii Uniwersytetu Lwowskiego. W 1915 został doktorem nauk lekarskich (pod kierunkiem prof. Rydygiera). W 1913 wrócił do Lublina i pracował w Szpitalu Bonifratrów, lecz niebawem z innymi lekarzami utworzyli lecznicę przy Krakowskim Przedmieściu, którą później prowadził samodzielnie do 1941.

### Działalność społeczna i polityczna
Wychowywał się w patriotycznym środowisku. Rodzinę odwiedzali m.in. Zygmunt Balicki czy Stefan Surzycki. Od 1904 należał do Ligi Narodowej. Był zaangażowany w funkcjonowanie Stronnictwa Demokratyczno-Narodowego, Towarzystwa Oświaty Narodowej oraz Narodowego Związku Robotniczego. Wchodził w skład zarządu spółki, która powołała do życia tzw. „Szkołę Lubelską” (od 1905 do 1939). Przyczynił się do powstania lubelskiego Towarzystwa Gimnastycznego „Sokół”. Angażował się w kampanie wyborcze podczas wyborów do dumy. Prowadził aktywną działalność charytatywną, zwłaszcza podczas I wojny światowej. W 1918, jeszcze pod okupacją austriacką, został radnym miejskim w Lublinie.
W niepodległej Polsce przez cały okres istnienia ZLN stał na jego czele, a następnie kierował działalnością SN na Lubelszczyźnie do 1945 (od 1928 do 1935 – członek Rady Naczelnej tego ugrupowania). Zawsze podczas wyborów w okresie międzywojennym był wybierany do rady miasta Lublina (a w 1929 Komisarz Rządowy powołał go do Rady Przybocznej). Był przewodniczącym Rady Wojewódzkiej Straży Narodowej, zapoczątkował powstanie Mieszczańskiego Związku Pracy Narodowej (organizacja rzemieślników, kupców, posesjonatów, 1920). Od 1922 do 1939 był prezesem Chrześcijańskiego Stowarzyszenia Właścicieli Nieruchomości miasta Lublina. Działał w Polskim Towarzystwie Opieki nad Kresami Wschodnimi oraz w Towarzystwie Ziem Wschodnich RP.
W czasie II wojny światowej prowadził polityczną działalność konspiracyjną. Opowiadał się za scaleniem oddziałów NOW (które współtworzył) z AK. Od jesieni 1942 do wiosny 1943 był przetrzymywany przez Niemców na Zamku, „Pod Zegarem”. Od sierpnia do października 1945 był przetrzymywany przez Urząd Bezpieczeństwa (inwigilowany do końca życia). Ustąpił z funkcji prezesa lubelskiego SN. 